# Bitches Brew
Bitches Brew é um álbum gravado em 1969 pelo trompetista norte-americano Miles Davis e lançado em 1970 pela Columbia Records.
O álbum é considerado por muitos como um dos mais revolucionários da história do jazz, e precursor do estilo jazz fusion.
| Críticas profissionais                                                      | Críticas profissionais |
| Avaliações da crítica                                                       | Avaliações da crítica  |
| Fonte                                                                       | Avaliação              |
| --------------------------------------------------------------------------- | ---------------------- |
| Allmusic                                                                    | [ 8 ]                  |
| Robert Christgau                                                            | (A-)                   |
| Penguin Guide to Jazz                                                       | [ 10 ]                 |
| Rolling Stone                                                               | (favorable)            |
| Rolling Stone                                                               | [ 13 ]                 |
| Time                                                                        | (favorable)            |
| Zagat Survey                                                                | [ 15 ]                 |
| Pitchfork                                                                   | [ 16 ]                 |
| Esta tabela precisa de ser acompanhada por texto em prosa. Consulte o guia. |                        |

## Faixas
*Todas as composições de Miles Davis, exceto as notadas.
Lado A, B, C e D na edição de lançamento em dois LPs.
Lado A
1. "Pharaoh's Dance" (Joe Zawinul*) – 20:00

Lado B
1. "Bitches Brew" – 26:59

Lado C
1. "Spanish Key" – 17:29
2. "John McLaughlin" – 4:26

Lado D
1. "Miles Runs the Voodoo Down" – 14:04
2. "Sanctuary" (Shorter*) – 10:52

- Em 1999, foi lançado um versão em dois CDs contendo a faixa adicional "Feio"  no CD 2:

1. "Feio" (Shorter*) – 11:50